# Javavisseltrast
Javavisseltrast (Myophonus glaucinus) är en fågel i familjen flugsnappare inom ordningen tättingar.

## Utseende
Javavisseltrasten är en 24–26,5 trastliknande fågel. Hanen är blåsvart med gnistrande blå skulderfläck som dock ofta är dold. Näbb och ben är svarta. Honan är mattare och brunare färgad. Ungfågeln är mörkbrun, med fint strimformade vitaktiga fläckar ovan och under, bredare och kraftigare på kroppens nedre del.

## Utbredning och systematik
Fågeln förekommer i bergsskogar på Java och Bali. Den behandlas som monotypisk, det vill säga att den inte delas in i några underarter. Både kastanjevisseltrast (Myophonus castaneus) och borneovisseltrast (Myophonus borneensis) behandlas ibland som underart till glaucinus.

### Familjetillhörighet
Släktet placerades tidigare med trastar i Turdidae, men DNA-studier visar att arterna är trastlika flugsnappare närmast blåpannad visseltrast (Cinclidium frontale), klyvstjärtar och Tarsiger.

## Status och hot
Arten har ett stort utbredningsområde, men tros minska i antal till följd av habitatförlust, dock inte tillräckligt kraftigt för att den ska betraktas som hotad. Internationella naturvårdsunionen IUCN listar därför arten som livskraftig (LC).